# Vallanca
Vallanca (en valencien et en castillan), est une commune d'Espagne de la province de Valence dans la Communauté valencienne. Elle est située dans la comarque du Rincón de Ademuz et dans la zone à prédominance linguistique castillane.

## Géographie
- Localisation de Vallanca

"Localisation
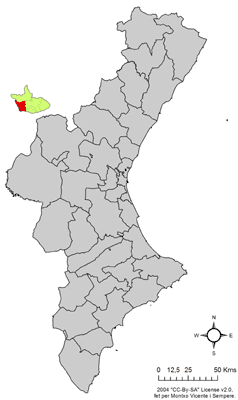
dans la Communauté valencienne.
dans la comarque du Rincón de Ademuz.

## Histoire
Vallanca apparaît déjà dans la documentation du début du XIIIe siècle, comme une paroisse comprise dans les terres d'Ademuz dans l'évêché de Segorbe. Puis, au Moyen Age, c'était un endroit pertinent compte tenu de sa situation frontalière avec la Castille, c'était la population la plus occidentale des terres de la région.
En dépit d'être la deuxième paroisse du Terme général d'Ademuz, son indépendance administrative n'est arrivée que le 14 avril 1695, lorsque Vallanca a été nommée Ville Royale, par privilège royal donné à Madrid par le roi Charles II, en faisant la troisième ville avec cette distinction dans la région de Rincón de Ademuz, après les deux villes historiques: Castielfabib et Ademuz. les limites de leur commune, ayant été les a enregistrées dans un document que les gens qui ont mis les cairns, dont les noms d'origine aragonaises et navarraises nous disent qu'il a été repeuplée, après la reconquête de Jacques Ier, par des personnes apparaissant ont été tirées de ces endroits.
De la division provinciale réalisée par Javier de Burgos en 1833, la création des Districts judiciaires a eu lieu en plus. Selon l'arrêté royal du 21 avril 1834, Vallanca devient partie du District judiciaire d'Alpuente, avec la capitale à Chelva.